# Neobisium mahnerti
Espèce
Neobisium mahnerti est une espèce de pseudoscorpions de la famille des Neobisiidae.

## Distribution
Cette espèce est endémique de France. Elle se rencontre dans les Hautes-Alpes au Val d'Escrins et en Corse vers le lac de Melo.

## Description
Le mâle holotype mesure 2,125 mm.

## Liste des sous-espèces
Selon Pseudoscorpions of the World (version 3.0) :
- Neobisium mahnerti mahnerti Heurtault, 1980 des Hautes-Alpes
- Neobisium mahnerti major Callaini, 1982 de Corse

## Étymologie
Cette espèce est nommée en l'honneur de Volker Mahnert.

## Publications originales
- Heurtault, 1980 : La néochétotaxie majorante prosomatique chez les Pseudoscorpions Neobisiidae: Neobisium pyrenaicum et N. mahnerti sp. n. Comptes rendus Veme Colloque d'Arachnologie d'Expression Française, Barcelona, p. 87-97 (texte intégral).
- Callaini, 1982 : Due nuovi Neobisium della Corsica. (Arachnida, Pseudoscorpionida). Notulae chernetologicae. Bollettino del Museo Civico di Storia Naturale di Verona, vol. 9, p. 449-459.